# Аргонавты (литературная группа)
Аргонавты — кружок молодых символистов, состоявший из студентов философского, исторического, физикоматематического и других факультетов Московского университета.

## История
Кружок был образован в Москве и действовал в 1903—1910 годах, лидером и идейным вдохновителем был Андрей Белый. Кроме него, среди известных членов кружка были Эллис (Л. Л. Кобылинский), В. В. Владимиров, А. С. Петровский, С. М. Соловьёв, братья Метнеры, Н. П. Киселёв, А. П. Печковский, А. С. Челищев, М. А. Эртель, П. Н. Батюшков и многие другие. В основном «аргонавты» собирались дома у Владимирова или Белого («Воскресенья») в квартире на углу Денежного переулка и Арбата. Кружок представлял собой некое неформально братство, клуб по интересам без каких-либо строгих правил: «кружок в очень условном смысле, выросший совершенно естественно». Посетить заседание кружка фактически мог любой желающий: «в „аргонавтах“ ходил тот, кто становился нам близок, часто и не подозревая, что он „аргонавт“». Название кружка заимствовано из древнегреческого мифа о Ясоне и его товарищах, плывших на корабле «Арго» в Колхиду в поисках золотого руна. «Аргонавты» выбрали именно этот миф, трактуя его как символ поисков жизненных ориентиров своего поколения, мифизации жизни и творчества. Литературная деятельность не была основным направлением работы кружка, кроме Белого, в его составе были всего два писателя — Эллис и С. Соловьев, зато туда входили живописцы, философы, музыканты. У «аргонавтов» «не было общего, отштампованного мировоззрения, не было догм… соединялись в исканиях, а не в достижениях». Лидером «аргонавтов» был А. Белый, суть его понимания символизма была в отвержении «декадентского» мировоззрения и разработке собственной концепции «истинного символизма». В 1904 году «аргонавты» составили каркас литературнофилософского кружка П. И. Астрова, «астровские среды». В ходе их совместного творчества вышли два выпуска сборника «Свободная совесть» (осень 1905, 1906). «Аргонавты» тесно сотрудничали с издательствами «Скорпион» и «Гриф», а в 1909 году Э. К. Метнер, Белый, Эллис, Петровский, М. И. Сизов и др. основали собственное издательство «Мусагет».